# Sanasar Sewojan
Sanasar Siemionowicz Sewojan (ros. Санасар Семёнович Севоян, orm. Սևոյան Սանասար Սիմոնի, ur. 22 lutego 1922 we wsi Bolszoj Mantasz obecnie w rejonie artikskim w Armenii, zm. 25 listopada 1962 we wsi Mec-Mantasz w rejonie artikskim w Armenii) – radziecki wojskowy, sierżant.

## Życiorys
Urodził się w ormiańskiej rodzinie chłopskiej. Skończył 10 klas, od grudnia 1941 służył w Armii Czerwonej, od lutego 1942 uczestniczył w wojnie z Niemcami. Był dowódcą działonu 120-milimetrowego moździerza baterii 389 pułku piechoty 89 Dywizji Piechoty Samodzielnej Armii Nadmorskiej, wiosną 1944 wyróżnił się w walkach o Kercz, Bałakławę i Sewastopol, gdzie przy odpieraniu niemieckich kontrataków zadał wrogowi duże straty. 14-15 stycznia 1945 jako celowniczy baterii w składzie 33 Armii 1 Frontu Białoruskiego brał udział w walkach na północ od miasta Solec (Polska), gdzie zniszczył trzy stanowiska karabinów maszynowych wroga. 17 kwietnia 1945 w walkach na południe od Frankfurtu nad Odrą zniszczył trzy karabiny maszynowe i działo wroga, później brał udział w ulicznych walkach o Berlin. W 1946 został zdemobilizowany, później był przewodniczącym rady wiejskiej.

## Odznaczenia
- Order Sławy I klasy (15 maja 1946)
- Order Sławy II klasy (21 lutego 1945)
- Order Sławy III klasy (2 czerwca 1944)

I medale.